# The Forest Flora of New South Wales
The Forest Flora of New South Wales (abreviado Forest Fl. N.S.W.) es un libro con ilustraciones y descripciones botánicas que fue escrito por el botánico británico, que realizó importantes aporte a la flora de Australia con énfasis en el género Eucalyptus; Joseph Henry Maiden y publicado en Sídney en 8 volúmenes en los años 1773 a 1778.